# Maria Fabianowska
Maria Fabianowska (ur. 22 lipca 1840, zm. 2 września 1941 w Warszawie) – weteranka powstania styczniowego.

## Życiorys

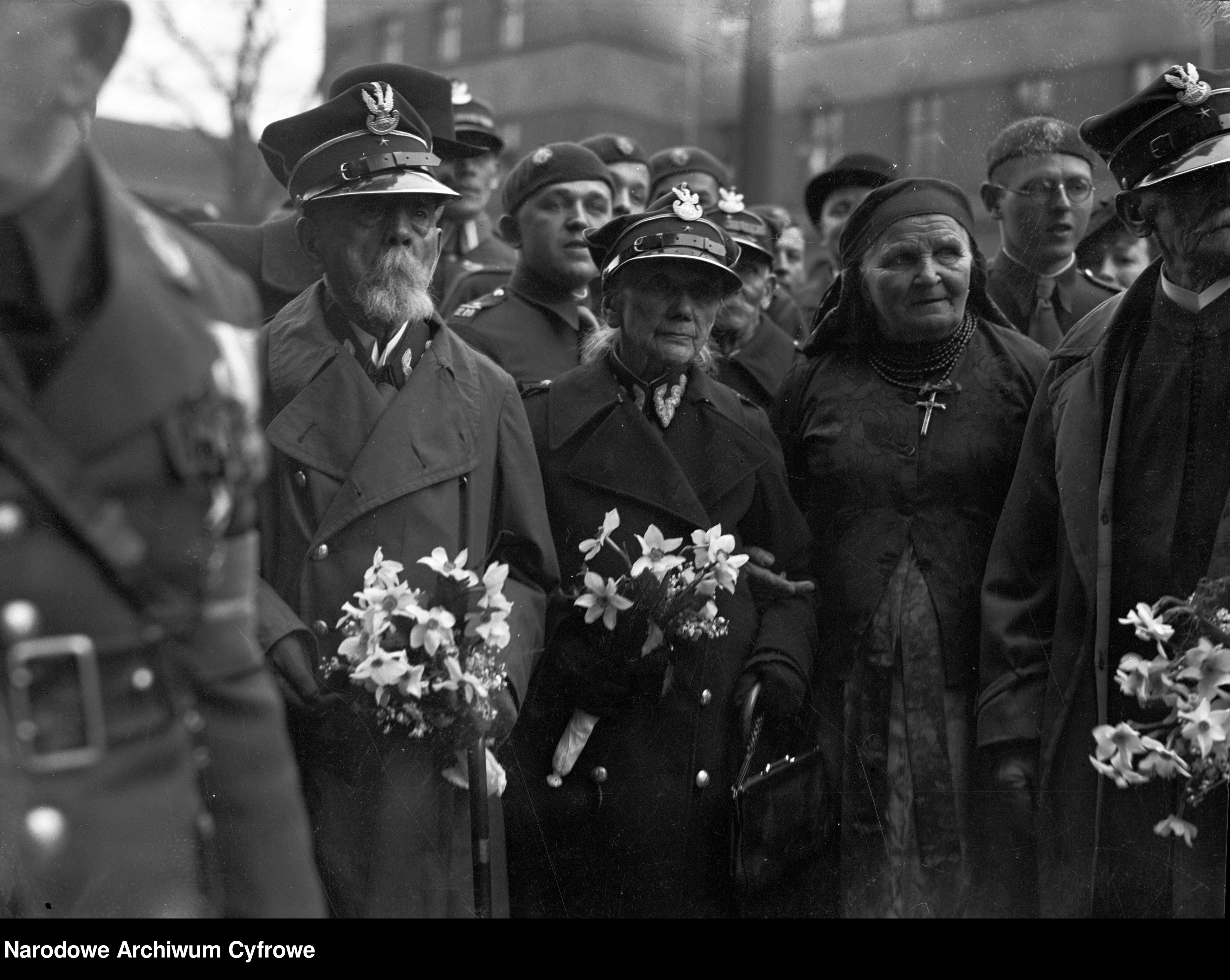
Weterani powstania styczniowego Adam Wojciechowski i Maria Fabianowska oraz polska senatorka Józefa Bramowska na uroczystości w Katowicach z okazji 15. rocznicy wybuchu III powstania śląskiego

W maju 1926 roku należała do delegacji weteranów powstania składających kwiaty przed Grobem Nieznanego Żołnierza. W 1935 uczestniczyła w kondukcie żałobnym na pogrzebie Józefa Piłsudskiego w Krakowie. Była w grupie weteranów składających prezydentowi Ignacemu Mościckiemu (1935, 1938), w 1935 głosowała w wyborach parlamentarnych. Uczestniczyła w obchodach rocznic wybuchu powstania styczniowego, np. w 1936 składała kwiaty w kaplicy w Belwederze. Brała udział w uroczystościach z okazji rocznic wybuchu powstań śląskich, np. w 1936 w rocznicę III powstania śląskiego w Katowicach. Uczestniczyła w uroczystościach z okazji Dnia Podchorążego (1934), w apelu z okazji rocznicy wymarszu I Kompanii Kadrowej (1936). Współpracowała z Towarzystwem Przyjaciół Weteranów, spotykała się z dziećmi i młodzieżą (1935, 1936, 1938). Świadectwem jej aktywności są zdjęcia w Narodowym Archiwum Cyfrowym.
W styczniu 1938 wraz z 50 weteranami i dwiema weterankami (Marią Bentkowską i Lucyną Żukowską) została odznaczona Krzyżem Oficerskim Orderu Odrodzenia Polski. Uhonorowano ją Krzyżem Niepodległości z Mieczami.
Mieszkała w schronisku dla powstańców styczniowych u zbiegu ulic Floriańskiej i Jagiellońskiej na Pradze-Północ w Warszawie, do którego sprowadziła się z Kowna na zaproszenie Towarzystwa Przyjaciół Weteranów. Na początku 1939 miała stopień porucznika i była jedną z 36 ostatnich weteranów powstania styczniowego, w tym ostatnich 3 kobiet.
Została pochowana w kwaterze weteranów powstania styczniowego na Cmentarzu Wojskowym na Powązkach w Warszawie (C13, rząd 2, grób 1).